# Med kroppen mot jorden

Med kroppen mot jorden est le deuxième album de Lisa Ekdahl (en suédois) sorti en 1995.

## Titres
1. Inte kan ödet vara så hårt
2. Himlen och jag
3. Små onda djävlar
4. Jag tror han är en ängel
5. En sten i mitt hjärta
6. Skäl att vara motvalls
7. Ur askan i elden
8. Jag har sett en fjäril
9. Hösten
10. Med kroppen mot jorden
11. Att älska är större